# Stora Rammsjön, Småland
Stora Rammsjön är en sjö i Värnamo kommun i Småland och ingår i Lagans huvudavrinningsområde. Sjön har en area på 0,114 kvadratkilometer och ligger 170,4 meter över havet. Sjön avvattnas av vattendraget Rammsjöbäcken.

## Delavrinningsområde
Stora Rammsjön ingår i det delavrinningsområde (632914-140311) som SMHI kallar för Mynnar i Skålån. Medelhöjden är 191 meter över havet och ytan är 15,92 kvadratkilometer. Det finns inga delavrinningsområden uppströms utan avrinningsområdet är högsta punkten. Rammsjöbäcken som avvattnar avrinningsområdet har biflödesordning 3, vilket innebär att vattnet flödar genom totalt 3 vattendrag innan det når havet efter 158 kilometer. Delavrinningsområdet består mestadels av skog (94 %). Avrinningsområdet har 0,11 kvadratkilometer vattenytor vilket ger det en sjöprocent på 0,7 %.